# Öböl Menti Együttműködési Tanács
A Perzsa-Öböl Menti Együttműködési Tanács (arabul: مجلس التعاون لدول الخليج العربية, magyarosan Madzslisz at-Taávun li-Duval al-Halídzs al-Arabijja, szó szerint Az Arab Öböl Államainak Együttműködési Tanácsa) hat Perzsa-öböl menti arab olajmonarchia által létrehozott közös piac.

## Tagjai
- Kuvait
- Bahrein
- Katar
- Egyesült Arab Emírségek
- Omán
- Szaúd-Arábia

## Története
Kuvait, Bahrein, Katar, Egyesült Arab Emírségek, Omán és Szaúd-Arábia 1981-ben döntöttek az európai Közös Piac integrációs sikere nyomán saját gazdasági közösségük megalkotásáról. Alakulásakor  szerepet játszott az 1980-as irak–iráni háború okozta regionális sokk, illetve a biztonsági törekvések. Az integráció rendkívül lassúnak bizonyult, és csak 2007-ben született meg egy valódi közös piac, mely végső formáját az az év decemberi dohai csúcstalálkozón nyerte el.
2012. május 14-én bejelentették, hogy politikai uniót szeretnének szervezni a Tanácsból.

## Jellege
A dohai találkozó nyomán életbe lépett a tagállamok vámuniója, megvalósult a szabad tőkemozgás, az állampolgárok szabadon vállalhatnak munkát, letelepedhetnek, vásárolhatnak tulajdont, alapíthatnak céget, tanulhatnak és vehetnek igénybe egészségügyi szolgáltatást. Mindez azonban a 35 milliós összlakosság 40%-át (2008) kitevő külföldiekre nem vonatkozik.
Bonyodalmakat okozhat a gazdagabb tagországokba irányuló belső migráció is, ennek tudják be a Dubajban, Abu-Dzabiban, vagy Dohában 2007-ben bekövetkezett közel 20%-os ingatlanbérleti díjnövekedést is. 

### Valutaunió
A tanács hat tagja új, közös valutát kíván bevezetni 2013-ban, amelynek a neve halídzsi lesz. 2012-es hírek szerint elakadt a valuta bevezetésének menete.

### Bővítés
A szervezethez szeretne csatlakozni Jemen is, és máris részt vesz a közösségi kulturális és sportprogramokban, de belépését várhatóan még hosszú ideig gátolja relatív gazdasági elmaradottsága.

## Külső hivatkozások
- Hivatalos honlap (arab, angol)